# 克勞斯內斯特 (印地安納州)
克勞斯內斯特（英語：Crows Nest）是一個位於美國印地安納州馬里昂縣的城鎮。

## 人口
根據2010年美國人口普查的數據，克勞斯內斯特的面積為1.11平方千米，當中陸地面積為1.11平方千米，而水域面積為0.00平方千米。當地共有人口73人，而人口密度為每平方千米66人。